# Óliver Laxe
Óliver Laxe Coro (Paris, 28 de março de 1982) é um ator, diretor e roteirista franco-espanhol, de origem galega.
Foi o vencedor, em 2010, do Prêmio FIPRESCI no Festival de Cannes pelo seu filme Todos vós sodes capitáns. Em 2016, ganhou o Grande Prêmio da Semana Internacional da Crítica de Cannes pelo filme Mimosas.

## Filmografia
Como diretor
- Todos vós sodes capitáns (Todos vosotros sois capitanes) (2010)
- Mimosas (2016)
- O que arde (Lo que arde) (2019)[4]

Como ator
- Todos vós sodes capitáns (2010)
- Moussem les morts (2010)
- The Sky Trembles and the Earth Is Afraid and the Two Eyes Are Not Brothers (2015)
- Love Me Not (2019)